# António Carneiro

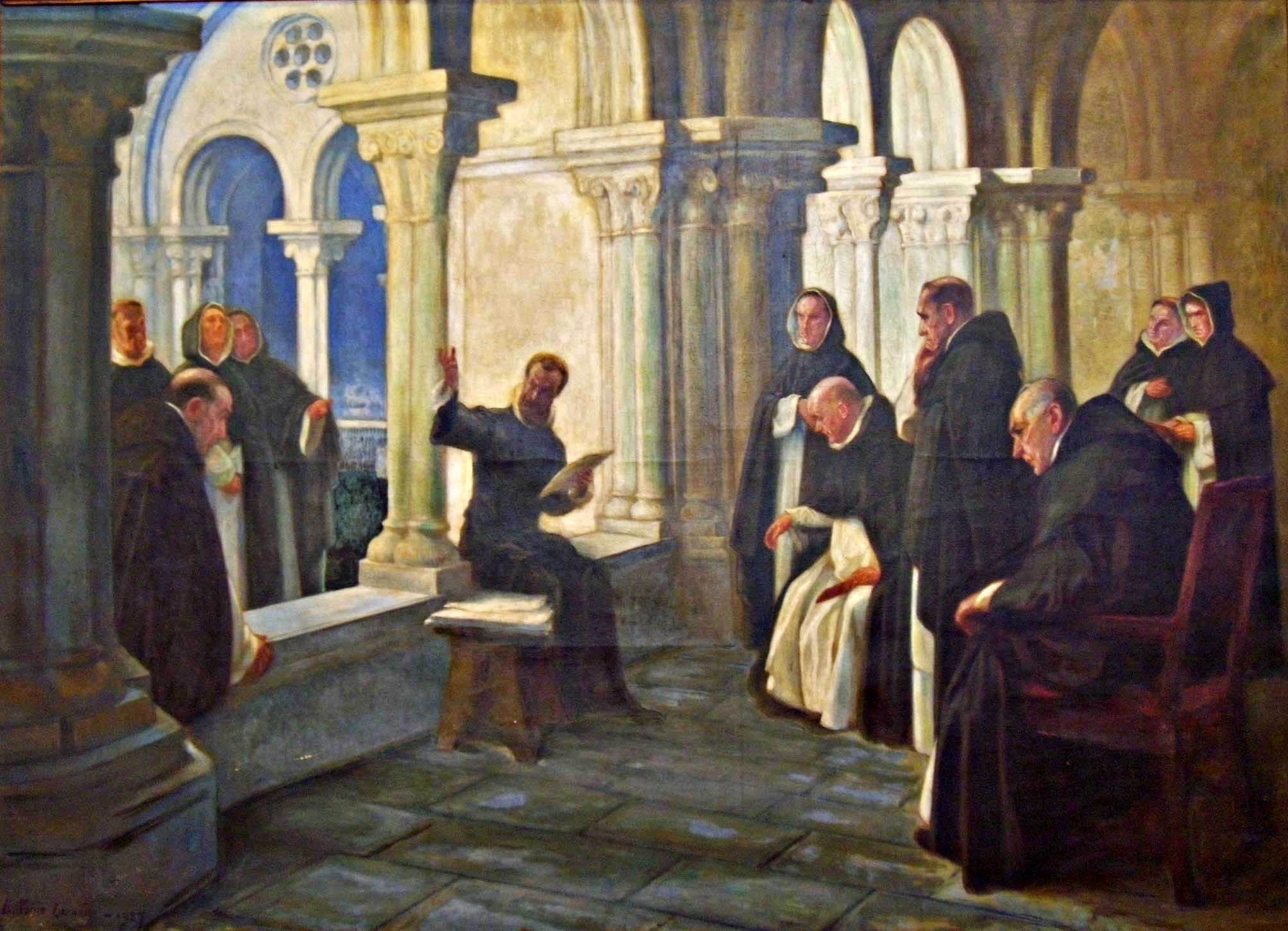
Camões lendo "Os Lusíadas" aos Frades de São Domingos, pintura a óleo de 1927 de António Carneiro

António Teixeira Carneiro Júnior (Amarante, 16 de Setembro de 1872 – Porto, 31 de Março de 1930) foi um pintor, ilustrador, poeta e professor português.
Partiu para estudos em Paris, em 1897, viajou pela Itália e pela Bélgica, captando da arte europeia o simbolismo que emergia. Segundo Bernardo Pinto de Almeida, "foi também ali sobretudo que entendeu a possibilidade de encarar a consciência da pintura e da arte sob a luz de um poema estético e mesmo filosófico".
Durante a sua vida, foi um artista com grande sensibilidade, voltando-se mais para o sentimento do que para a razão, buscando mais emocionar do que explicar, dedicando-se acima de tudo à pintura de retrato, traduzindo neles o estado psicológico do modelo. Por esse motivo, muitos o chamam de “retratista de almas”. Dedicou-se ainda à pintura religiosa e histórica.
Aos 28 anos, foi premiado na Exposição Universal de Paris, com a obra A Vida. A partir daí, foi um suceder de prémios, tanto na Europa como nos Estados Unidos.
As suas principais influências foram Leonardo da Vinci da época Renascentista, Rembrandt na altura Barroca e em especial o pintor simbolista Dürer, em qual se inspirou para a sua própria assinatura. Interessou-se por obras como as de Puvis de Chavannes, Carrière ou Rodin. Ainda foi professor de Desenho na Escola de Belas-Artes do Porto. Aí permaneceu até ao dia da sua morte em 1930. Essa sua última morada, foi na casa atelier, que partilhou com o seu filho igualmente ilustre desenhador Carlos Carneiro (1900-1971) do estilo modernista. Casa essa transformada em casa-museu pela Câmara Municipal do Porto, na rua que igualmente homenageia o pintor e que, apesar de votada ao esquecimento pelo público, se encontra aberta.
Pode-se encontrar colaboração da sua autoria nas revistas Revista da Nova (1901-1902), Serões  (1901-1911), Atlântida (1915-1920), Contemporânea (1915-1926) e Terra portuguesa  (1916-1927).
Encontra-se representado no Museu da Fundação Dionísio Pinheiro e Alice Cardoso Pinheiro, em Águeda.

## Obras
- A Vida - Esperança, Amor, Saudade (tríptico, 1899-1901)
- Ecce Homo (1901)
- Autorretrato (não datado, 1903?)
- Contemplação (1911)
- Praia com barcos (1911)
- Praia da Boa-Nova (1912)
- Retrato de Mulher (1916?)
- Minhota (1917)
- Praia com barcos (1917) (mesmo título de obra anterior)
- Pinheiros (1916)
- Camões lendo "Os Lusíadas" aos Frades de São Domingos (1927)
- Camões lendo "Os Lusíadas" aos Frades de São Domingos (1929)